# 利雷
利雷（法語：Liré，法語發音：[liʁe] ⓘ）是法国曼恩-卢瓦尔省的一个旧市镇，属于绍莱区。2015年12月15日，利雷和相邻的8个市镇合并为新市镇奥雷当茹（Orée d'Anjou）。

## 地理
利雷（47°20'36"N, 1°9'52"W）面积31.81 平方千米，位于法国卢瓦尔河地区大区曼恩-卢瓦尔省，该省份为法国西部内陆省份，大致对应安茹地区，北起顺时针与马耶讷省、萨尔特省、安德尔-卢瓦尔省、维埃纳省、德塞夫勒省、旺代省、大西洋卢瓦尔省和伊勒-维莱讷省接壤。
与利雷接壤的市镇（或旧市镇、城区）包括：昂斯尼、阿内、布济耶、德兰、勒菲莱、圣洛朗德索泰勒。
利雷的时区为UTC+01:00、UTC+02:00（夏令时）。

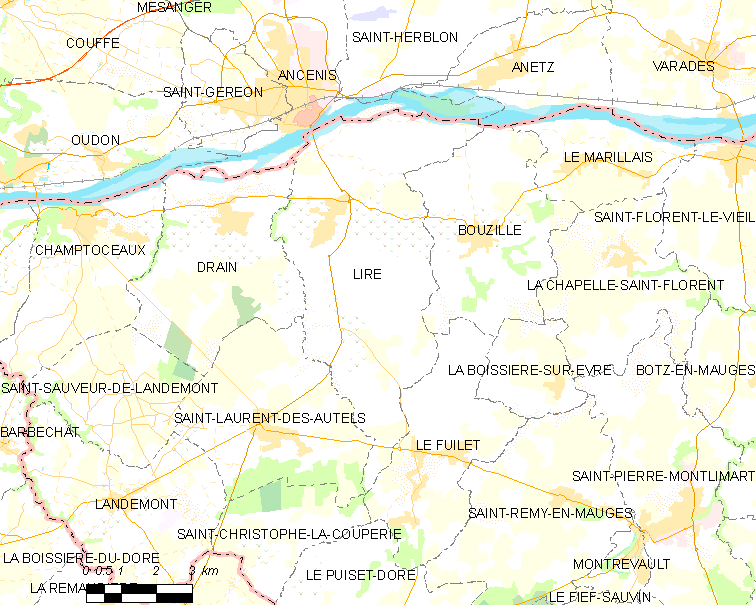
利雷的OSM定位图

## 行政
利雷的邮政编码为49530，INSEE市镇编码为49177。

## 政治
利雷所属的省级选区为卢瓦尔河畔莫日县。

## 人口

1962-2008年间利雷人口变化图示

利雷于2018年1月1日时的人口数量为2505人。